# Épreuves par équipes aux Jeux olympiques (athlétisme)
Pour un article plus général, voir Athlétisme aux Jeux olympiques.
Des épreuves de courses à pied par équipes ont fait partie du programme des Jeux olympiques, de 1900 à 1924. Les distances parcourues sont de 5 000 m en 1900, de 4 miles en 1904, de 3 miles en 1908, et de 3 000 m en 1912, 1920 et 1924. 
Avec trois médailles d'or remportées, l'équipe des États-Unis est la nation la plus titrée.

## Palmarès

### 3 000 m par équipe
| Édition | Or                                                                       | Argent                                                              | Bronze                                                                                |
| ------- | ------------------------------------------------------------------------ | ------------------------------------------------------------------- | ------------------------------------------------------------------------------------- |
| 1912    | États-Unis Tell Berna George Bonhag Abel Kiviat Henry Scott Norman Taber | Suède Bror Fock Nils Frykberg Thorild Olsson Ernst Wide John Zander | Grande-Bretagne William Cottrill George Hutson William Moore Edward Owen Cyril Porter |
| 1920    | États-Unis Horace Brown Ivan Dresser Arlie Schardt                       | Grande-Bretagne Charles Blewitt Albert Hill William Seagrove        | Suède Eric Backman Sven Lundgren Edvin Wide                                           |
| 1924    | Finlande Elias Katz Paavo Nurmi Ville Ritola                             | Grande-Bretagne Harry Johnston Bernhard McDonald George Webber      | États-Unis William Cox Edward Kirby Willard Tibbetts                                  |

### 3 miles par équipe
| Édition | Or                                                            | Argent                                             | Bronze                                               |
| ------- | ------------------------------------------------------------- | -------------------------------------------------- | ---------------------------------------------------- |
| 1908    | Grande-Bretagne Joseph Deakin Archie Robertson William Coales | États-Unis John Eisele George Bonhag Herbert Trube | France Louis de Fleurac Joseph Dreher Paul Lizandier |

### 5 000 m par équipe
| Édition | Or                                                                                   | Argent                                                                                  | Bronze       |
| ------- | ------------------------------------------------------------------------------------ | --------------------------------------------------------------------------------------- | ------------ |
| 1900    | Équipe mixte Charles Bennett John Rimmer Sidney Robinson Alfred Tysoe Stanley Rowley | France Henri Deloge Gaston Ragueneau Jacques Chastanié André Castanet Albert Champoudry | Non décernée |

### 4 miles par équipe
| Édition | Or                                                                                   | Argent                                                                          | Bronze       |
| ------- | ------------------------------------------------------------------------------------ | ------------------------------------------------------------------------------- | ------------ |
| 1904    | États-Unis Arthur Newton George Underwood Paul Pilgrim Howard Valentine David Munson | Équipe mixte Jim Lightbody William Verner Lacey Hearn Albert Corey Sidney Hatch | Non décernée |